# János Tamás
János Tamás [ˈjaːnoʃ ˈtɒmaːʃ] (* 24. Mai 1936 in Budapest; † 14. November 1995 in Aarau) war ein ungarisch-schweizerischer Komponist, Dirigent und Pädagoge.
Tamás studierte in Budapest. Nach dem Ungarischen Volksaufstand floh er 1956 in die Schweiz und beendete sein Studium an den Konservatorien in Bern und Zürich. Ab 1961 war er als Solorepetitor am Stadttheater Zürich tätig, ab 1963 als Erster Kapellmeister des Städtebundtheaters Biel-Solothurn. 1969 erhielt er das Bürgerrecht der Gemeinde Schönenwerd. An der Alten Kantonsschule Aarau war Tamás ab 1971 als Lehrer tätig. Er dirigierte zudem den Orchesterverein Aarau und hinterliess rund 120 Kompositionen.
Tamás' kompositorischer Nachlass wird seit 2011 von der Paul-Sacher-Stiftung in Basel verwaltet.